# Альтенберг-трио
Альтенберг-трио, собственно Трио имени Альтенберга (нем. Altenberg Trio) — австрийский камерный ансамбль, основанный в 1994 г. и базирующийся в Вене. Названо в честь поэта Петера Альтенберга, известного своей дружбой с Густавом Малером и Альбаном Бергом. В качестве девиза трио использует афоризм Альтенберга: «Музыка: это когда душа вдруг на чужом языке говорит своё» (нем. Musik ist: wie wenn die Seele plötzlich in einer fremden Sprache ihre eigene spräche!).

## Состав
Фортепиано:
- Клаус Кристиан Шустер

Скрипка:
- Амирам Ганц

Виолончель:
- Мартин Хорнштайн (1994—2004)
- Александр Геберт (с 2004 г.)

## История
Трио дебютировало в январе 1994 г. в ходе Моцартовской недели в Зальцбурге. С момента своего создания ансамбль был взят под патронат венским Обществом друзей музыки, ежегодно выступая с циклом концертов в Брамсовском зале Общества (Иоганнес Брамс некогда был его руководителем). Трио также постоянно выступает в Венской консерватории, тесно связано с Международным Брамсовским фестивалем в Мюрццушлаге (пианист трио Клаус Кристиан Шустер является его художественным руководителем). Трио Альтенберга дало на протяжении своей истории более тысячи концертов, в его репертуаре около 300 фортепианных трио, не считая разнообразных иных ансамблевых сочинений, тройных концертов и т. п.
Среди новейших событий в истории ансамбля — цикл концертов сезона 2006/2007 «Русский „Зимний путь“» (нем. Eine russische Winterreise), посвящённый творчеству Дмитрия Шостаковича и композиторов его круга; по аналогичному принципу был составлен цикл сезона 2007/2008 «Гений и его тень» (нем. Das Genie und sein Schatten): в ходе каждого концерта с сочинениям Людвига ван Бетховена соседствовали сочинения одного из пяти композиторов, оставшихся в его тени. Особый резонанс вызвал в 2004—2005 гг. цикл «Прогулки по новообретённой Европе» (нем. Spaziergänge im wiedergefundenen Europa), каждый из концертов которого был посвящён музыке одной из десяти стран — новых членов Европейского союза (Латвия, Литва, Эстония, Польша, Чехия, Словакия, Венгрия, Словения, Кипр и Мальта).

## Записи
Наибольшее признание получила осуществлённая Трио Альтенберга запись всех фортепианных трио Роберта Шумана, после которой ансамбль был удостоен Премии Роберта Шумана от города Цвиккау (1999). Следующая запись трио, включавшая произведения Айвза, Копленда и Бернстайна, получила нидерландскую Премию Эдисона. Среди других записей Трио Альтенберга — сочинения Франца Шуберта, Феликса Мендельсона, Иоганнеса Брамса, Камиля Сен-Санса, Ханса Пфицнера, Павла Юона, Маурисио Кагеля и других композиторов разных стилей и эпох.

## Сайт
Официальный сайт Трио Альтенберга выходит далеко за пределы обычного официального сайта музыкального коллектива. Он включает в себя находящуюся в разработке базу данных: список музыкальных коллективов этого состава и написанных для этого состава произведений, а также более подробную информацию о наиболее значительных работах в жанре трио (в ряде случаев также квартетов, квинтетов и т. д.).